# Daniel Gutiérrez
Daniel Ademir Gutiérrez Rojas (Arica, 16 de febrero de 2003) es un futbolista chileno. Juega como defensa central o lateral izquierdo en Colo-Colo, perteneciente a la Primera División de Chile.

## Trayectoria
A la edad de 4 años, Gutiérrez se fue a probar a un club filial del Club Social y Deportivo Colo-Colo en su ciudad de nacimiento, Arica. Posteriormente a los 8 años se va a vivir a Santiago para unirse a las inferiores de Colo-Colo. Debutó como profesional en la primera fecha del Campeonato de Primera División 2021 en un partido contra Unión La Calera jugado el 27 de marzo, siendo el segundo jugador nacido en Arica que haya jugado para Colo-Colo, después de Claudio Antezana.

## Selección nacional

### Selecciones menores
Fue convocado por el entrenador Eduardo Berizzo para ser parte de la sub-23, para participar en los Juegos Panamericanos de 2023.

#### Participaciones en Sudamericanos
| Competencia                 | Sede | Resultado  | PJ | Goles |
| --------------------------- | ---- | ---------- | -- | ----- |
| Sudamericano Sub-17 de 2019 | Perú | Subcampeón | 4  | 0     |

#### Participaciones en Copas del Mundo
| Mundial                     | Sede   | Resultado        | Partidos | Goles |
| --------------------------- | ------ | ---------------- | -------- | ----- |
| Copa Mundial Sub-17 de 2019 | Brasil | Octavos de final | 3        | 0     |

#### Participaciones en Juegos
| Competición               | Sede     | Resultado        | Partidos | Goles | Asist. |
| ------------------------- | -------- | ---------------- | -------- | ----- | ------ |
| Juegos Panamericanos 2023 | Santiago | Medalla de plata | 5        | 0     | 0      |

#### Detalles de partidos
| Partidos internacionales con Selección Chilena Sub-23 | Partidos internacionales con Selección Chilena Sub-23 | Partidos internacionales con Selección Chilena Sub-23 | Partidos internacionales con Selección Chilena Sub-23 | Partidos internacionales con Selección Chilena Sub-23 | Partidos internacionales con Selección Chilena Sub-23 | Partidos internacionales con Selección Chilena Sub-23 | Partidos internacionales con Selección Chilena Sub-23 | Partidos internacionales con Selección Chilena Sub-23 |
| N.º                                                   | Fecha                                                 | Estadio                                               | Local                                                 | Resultado                                             | Visitante                                             | Goles                                                 | Asist.                                                | Competición                                           |
| ----------------------------------------------------- | ----------------------------------------------------- | ----------------------------------------------------- | ----------------------------------------------------- | ----------------------------------------------------- | ----------------------------------------------------- | ----------------------------------------------------- | ----------------------------------------------------- | ----------------------------------------------------- |
| 1                                                     | 23 de octubre de 2023                                 | Estadio Sausalito, Viña del Mar, Chile                | Chile                                                 | 1-0                                                   | México                                                |                                                       |                                                       | Juegos Panamericanos 2023                             |
| 2                                                     | 26 de octubre de 2023                                 | Estadio Elías Figueroa, Valparaíso, Chile             | Chile                                                 | 1-0                                                   | Uruguay                                               |                                                       |                                                       | Juegos Panamericanos 2023                             |
| 3                                                     | 29 de octubre de 2023                                 | Estadio Sausalito, Viña del Mar, Chile                | Chile                                                 | 5-0                                                   | República Dominicana                                  |                                                       |                                                       | Juegos Panamericanos 2023                             |
| 4                                                     | 1 de noviembre de 2023                                | Estadio Elías Figueroa, Valparaíso, Chile             | Chile                                                 | 1-0                                                   | Estados Unidos                                        |                                                       |                                                       | Juegos Panamericanos 2023                             |
| 5                                                     | 4 de noviembre de 2023                                | Estadio Sausalito, Viña del Mar, Chile                | Chile                                                 | 1-1 (t. s.) 2-4p                                      | Brasil                                                |                                                       |                                                       | Juegos Panamericanos 2023                             |
| Total                                                 | Total                                                 | Total                                                 | Presencias                                            | 5                                                     | Goles                                                 | 0                                                     | 0                                                     |                                                       |

## Estadísticas

### Clubes
| Club              | Div.          | Temporada     | Liga  | Liga  | Copas nacionales | Copas nacionales | Torneos internacionales | Torneos internacionales | Total | Total |
| Club              | Div.          | Temporada     | Part. | Goles | Part.            | Goles            | Part.                   | Goles                   | Part. | Goles |
| ----------------- | ------------- | ------------- | ----- | ----- | ---------------- | ---------------- | ----------------------- | ----------------------- | ----- | ----- |
| Colo-Colo · Chile | 1.ª           | 2021          | 9     | 0     | 3                | 0                | —                       | —                       | 12    | 0     |
| Colo-Colo · Chile | 1.ª           | 2022          | 4     | 0     | 1                | 0                | 1                       | 0                       | 6     | 0     |
| Colo-Colo · Chile | 1.ª           | 2023          | 15    | 0     | 2                | 0                | 5                       | 0                       | 22    | 0     |
| Colo-Colo · Chile | 1.ª           | 2024          | 12    | 1     | 3                | 0                | 2                       | 0                       | 17    | 1     |
| Colo-Colo · Chile | 1.ª           | 2025          | 9     | 0     | 2                | 0                | 3                       | 0                       | 14    | 0     |
| Colo-Colo · Chile | Total club    | Total club    | 49    | 1     | 11               | 0                | 11                      | 0                       | 71    | 1     |
| Total carrera     | Total carrera | Total carrera | 49    | 1     | 11               | 0                | 11                      | 0                       | 71    | 1     |
| 1. 2.             |               |               |       |       |                  |                  |                         |                         |       |       |

### Selecciones
| Selección      | Temporada     | Amistosos | Amistosos | Sudamérica | Sudamérica | Mundial | Mundial | Total | Total |
| Selección      | Temporada     | Part.     | Goles     | Part.      | Goles      | Part.   | Goles   | Part. | Goles |
| -------------- | ------------- | --------- | --------- | ---------- | ---------- | ------- | ------- | ----- | ----- |
| Sub-17 · Chile | 2019          | —         | —         | 4          | 0          | 3       | 0       | 7     | 0     |
| Sub-17 · Chile | Total         | 0         | 0         | 4          | 0          | 3       | 0       | 7     | 0     |
| Total carrera  | Total carrera | 0         | 0         | 4          | 0          | 3       | 0       | 7     | 0     |
| 1. 2.          |               |           |           |            |            |         |         |       |       |

### Resumen estadístico
| Competición               | Partidos | Goles |
| ------------------------- | -------- | ----- |
| Primera división          | 11       | 0     |
| Copas nacionales          | 3        | 0     |
| Selección Sub-17 de Chile | 7        | 0     |
| Total                     | 21       | 0     |

## Palmarés

### Campeonatos nacionales
| Título             | Equipo             | País  | Año  |
| ------------------ | ------------------ | ----- | ---- |
| Copa Chile         | C. S. D. Colo-Colo | Chile | 2021 |
| Supercopa de Chile | C. S. D. Colo-Colo | Chile | 2022 |
| Primera División   | C. S. D. Colo-Colo | Chile | 2022 |
| Copa Chile         | C. S. D. Colo-Colo | Chile | 2023 |
| Primera División   | C. S. D. Colo-Colo | Chile | 2024 |